# John J. Williams
John J. Williams (Frankford, 1904. május 17. – Lewes, 1988. január 11.) az Amerikai Egyesült Államok szenátora (Delaware, 1947–1970).